# Ловро Радоњић
Ловро Радоњић (Корчула, 25. фебруар 1928 — Ријека, 31. јул 1990) био је ватерполиста и пливач делфин стилом. Био је троструки учесник олимпијских игара као југословенски репрезентативац.
Радоњић је био део Ватерполо репрезентације Југославије која је освојила сребрну медаљу на олимпијском турниру 1952. у Хелсинкију. Одиграо је свих девет мечева турнира.
Четири године касније на Олимпијским играма 1956. у Мелбурну поново је освојио сребрну медаљу, где је играо на шест мечева.
На Олимпијским играма 1960. у Риму такмичио се у пливању. Учествовао је у трци на 200 метара делфин, али је елиминисан у првој трци.
Био је члан ВК Морнар из Сплита.